# John van de Ruit

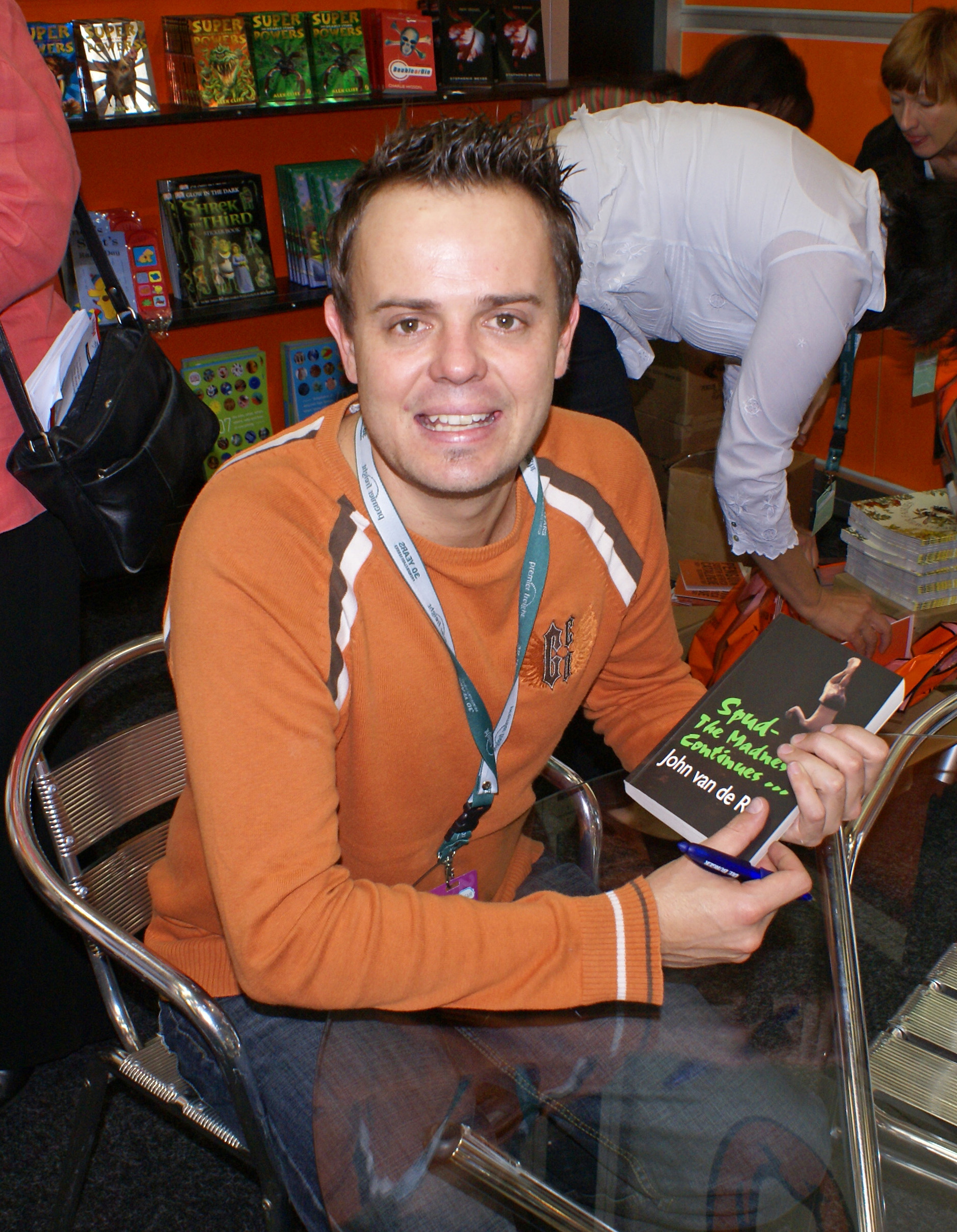
John Howard van de Ruit, 2007

John Howard van de Ruit (Durban, 20 april 1975) is een Zuid-Afrikaans acteur en schrijver.
Hij studeerde aan de Universiteit van Natal. Met Ben Voss had hij een satirische sketchshow Green Mamba . In 2010 verscheen de film Spud, gebaseerd op zijn boek.

## Werk
- 2005: Spud, Penguin Books,  ISBN 978-0-14-302484-2. Film van 2010 van Ross Garland.
- 2007: Spud - The Madness Continues..., Penguin Books, ISBN 9780143538363
- 2009: Spud - Learning to Fly, Penguin Books, ISBN 9780143539520
- 2012: Spud: Exit, Pursued by a Bear, Penguin Books,  ISBN 9780143530244

## Voetnoot
1. ↑  https://web.archive.org/web/20150510155117/http://spudbooks.co.za/about-john-van-de-ruit